# طيران ناس

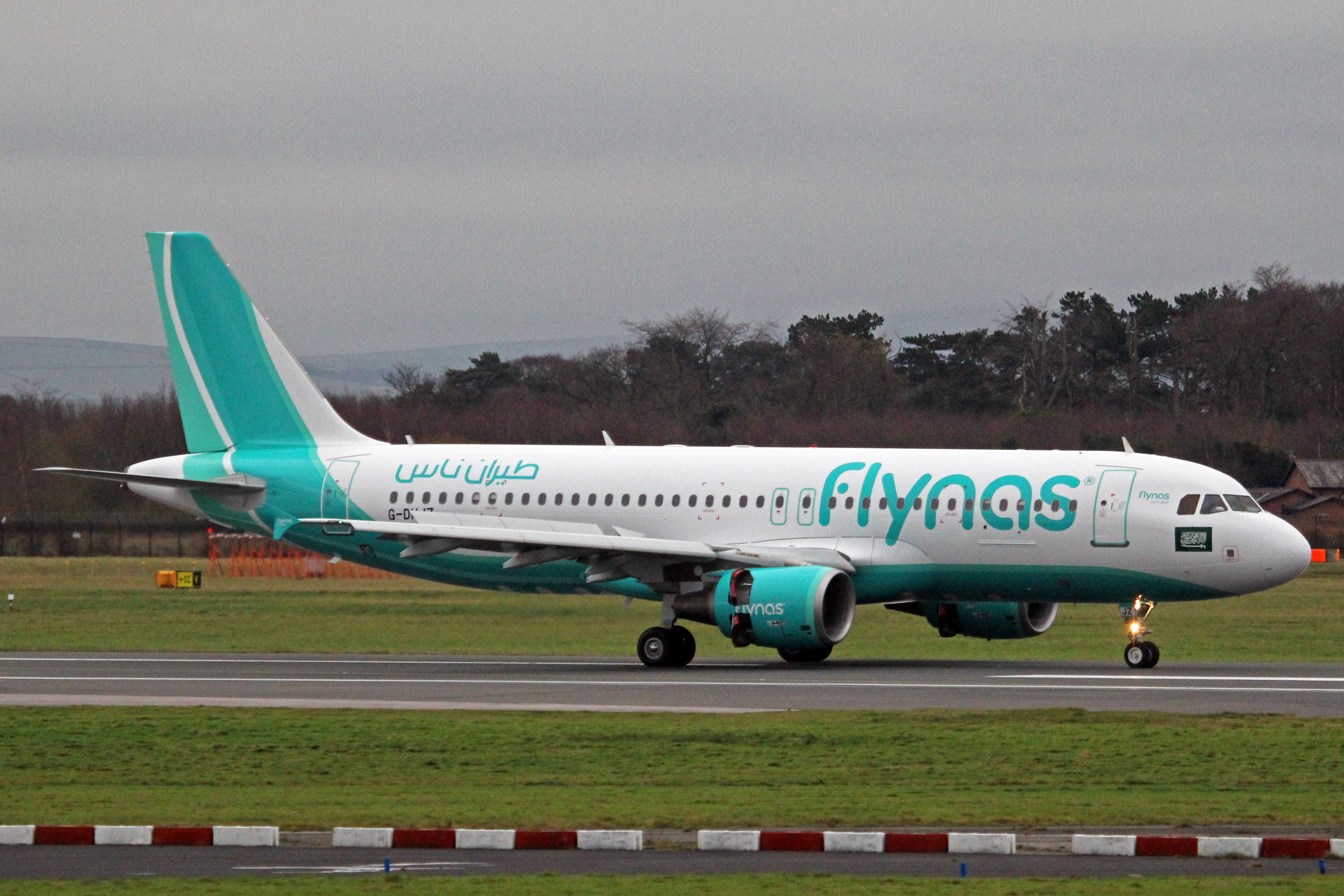
طائرة تابعة لطيران ناس من طراز A320 بالشعار الجديد

طيران ناس هي شركة طيران اقتصادي سعودية خاصة "مساهمة مغلقة"، وهي أول شركة طيران اقتصادية في المملكة العربية السعودية، يقع مقرها الرئيسي في العاصمة الرياض، تُشغّل أكثر من 1500 رحلة طيران أسبوعياً إلى أكثر من 70 وجهة محلية ودولية في الشرق الأوسط وآسيا وأوروبا وإفريقيا. وتتّخذ من مطار الملك خالد الدولي بالرياض، ومطار الملك عبد العزيز الدولي بجدة ومطار الملك فهد الدولي بالدمام، ومطار الأمير محمد بن عبدالعزيز الدولي بالمدينة المنورة مراكز لعملياتها. أسطولها يتكون من 60 طائرة حتى عام 2023.

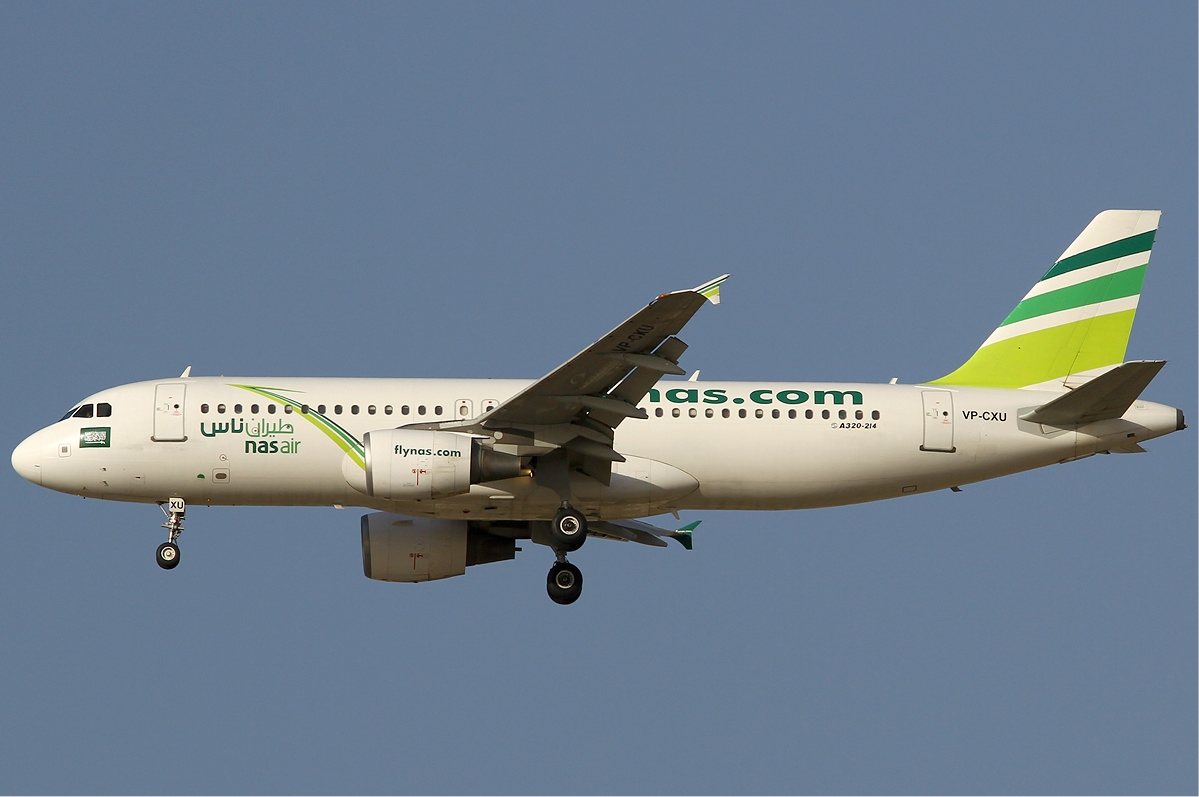
طائرة تابعة لطيران ناس من طراز A320 بالشعار القديم

## تاريخ
كانت الخطوط السعودية هي شركة الطيران الوحيدة في المملكة العربية السعودية، وعندما حصلت شركات الطيران منخفضة التكلفة "طيران ناس" على تراخيص من الحكومة تأسست شركة طيران ناس في عام 2007م، وبدأت العمليات في فبراير من ذلك العام، وأقلعت أول رحلة تجارية لها في 25 فبراير2007، وبدأت الشركة عملياتها تحت اسم "ناس إير" قبل أن تقوم بتغيير إسمها إلى "طيران ناس" في نوفمبر 2013.
في يوليو 2017 حقق تطبيق طيران ناس على الأجهزة الذكية الآي فون والأندرويد، مليون عملية تنزيل للتطبيق من قبل المستخدمين.
في 23 سبتمبر 2018 أعلنت طيران ناس بأن جميع رحلاتها الداخلية ستكون مجانية للمسافرين احتفالاً باليوم الوطني.
في نوفمبر 2018 تسلمت شركة طيران ناس أول طائرة من طراز إيرباص إيه 320 نيو، وجاء اختيار طيران ناس لهذا الطراز بالضبط لما يملكه من مواصفات حديثة واحترافية وكفاءة التشغيل والذي سيمكن طيران ناس من السفر لمسافات طويلة وفتح وجهات عديدة وبعيدة وذلك لتلبية الطلب المتزايد الذي يشهده سوق الطيران السعودي.
في يناير 2024 أعلنت شركة "طيران ناس" ارتفاع عدد المسافرين خلال 2023، ليصل إلى أكثر من 11 مليوناً و100 ألف مسافر، بنسبة نمو تجاوزت 28% على أساس سنوي.

### تاريخ الرحلات
بدأت الخدمة الأولى لأسيوط وشرم الشيخ في مصر من قبل طيران ناس في عام 2009 ، مع تشغيل الرحلات إلى الأخيرة على أساس موسمي في البداية. وفي عام 2011 بدأت شركة الطيران خدماتها لثلاث مدن في تركيا: أضنة وأنطاكيا واسطنبول. وفي نفس العام أصبحت لاهور في باكستان ثاني مدينة تخدم في البلاد بعد كراتشي. وفي فبراير 2013 انطلقت الرحلات من الدمام إلى ينبع. في نفس الشهر أيضاً بدأت شركة الطيران تسيير رحلاتها من الدمام إلى الخرطوم، حيث أصبحت العاصمة السودانية أول وجهة دولية لشركة الطيران يتم ربطها بالمدينة السعودية.
في فبراير 2014 قدمت طيران ناس برنامج مسارات الرحلات الجوية العالمية، الذي يهدف إلى تقديم أسعار معقولة لركاب الرحلات بين جدة واماكن في إفريقيا وآسيا وأوروبا، ونقل السائحين الدينيين إلى المملكة العربية السعودية.
أصبحت طيران ناس أول شركة طيران منخفضة التكلفة تخدم سوق المملكة العربية السعودية والمملكة المتحدة عندما أطلقت خدمة جدة - لندن جاتويك، وهو أول خط أوروبي طويل المدى في أبريل 2014. كما تم التخطيط لرحلات متوسطة المدى إلى كراتشي ولاهور، جنبًا إلى جنب مع خدمات المسافات الطويلة إلى جاكرتا وكوالالمبور والدار البيضاء ومانشستر وإسلام أباد. كان من المقرر أيضًا أن تبدأ الرحلات الجوية إلى إيران في نفس الوقت. أصبحت مانشستر الوجهة الثانية للرحلات إلى المملكة المتحدة في 7 مايو 2014. وأصبحت القاهرة جزءاً من شبكة الرحلات في يونيو 2014 مما جعل العاصمة المصرية الوجهة السابعة في البلاد. تم تقديم خدمات قطاع لندن - جاتويك - الرياض اعتبارًا من 27 يوليو من نفس العام. وبعد شهر تم إبلاغ بأنه سيتم إيقاف الخدمات إلى مانشستر اعتبارًا من أغسطس 2014 ، بعد ثلاثة أشهر من العمليات. في ذلك الشهر كان من المتوقع أن يتم تقديم السوق الهندي لأول مرة برحلات إلى حيدر أباد ، تليها كاليكوت في سبتمبر 2014 . كانت الخطط أيضًا لخدمة فرنسا بعد ذلك وكذلك الصين والفلبين ونيجيريا وجنوب إفريقيا في وقت لاحق. تمت إزالة مانشستر من قائمة الوجهات في أوائل أغسطس 2014 ، وفي أكتوبر من نفس العام أعلنت الشركة عن إلغاء بعض خدماتها للمسافات الطويلة والمتوسطة.
في أكتوبر 2014، تم دمج القصيم في شبكة الرحلات، واعتبارا من ابريل 2015 كانت أفضل ثلاثة خطوط داخلية لطيران ناس من حيث المقاعد المتاحة هي جدة - الرياض، الدمام - الرياض، وجدة – الدمام. وتساهم الشركة ايضاً برحلات و خدمات الحج.

## قائمة الرحلات
تشمل رحلات طيران ناس حتى سبتمبر2023 الدول التالية:
إفريقيا:
- مصر
- السودان
- المغرب
- الجزائر

آسيا:
- المملكة العربية السعودية
- الإمارات العربية المتحدة
- الكويت
- العراق
- قطر
- عمان
- الأردن
- تركيا
- باكستان
- الهند
- قيرغيزستان
- كازاخستان
- أوزبكستان
- أذربيجان
- جورجيا
- أرمينيا
- المالديف

أوروبا:
- فرنسا
- البوسنة والهرسك
- الجبل الأسود
- ألبانيا
- التشيك
- النمسا

## برنامج ناسمايلز
ناسمايلز هو برنامج الولاء للمسافرين الدائمين لرحلات طيران ناس، ويمكن جمع واستبدال نقاط سمايلز من خلال الرحلات، واختيار المقعد المفضل، وشراء الأمتعة الزائدة أو الإسترخاء في صالات الضيافة في أحد المطارات المختارة ضمن شبكة طيران ناس. ولجمع نقاط سمايلز بكل سهولة عند الحجز من خلال موقع طيران ناس يقوم المسافر بإضافة رقم عضويته خلال عملية الحجز. إذا كان المسافر يتوفر على درجة عضوية في ناسمايلز الفضية أو الذهبية، فإنه سوف يجمع نقطة سمايلز واحدة مقابل كل ريال سعودي يقوم بإنفاقه باستثناء الرسوم، الضرائب والتكاليف الإضافية. أما إذا كانت درجة العضوية هي البلاتينية فإنه سوف يجمع إضافة قدرها 50% على معدل الجمع الاعتيادي.

## إتفاقيات الرمز المشترك
لدى طيران ناس اتفاقية مشاركة بالرمز مع الاتحاد الاماراتية تعود إلى 2012، مما يسمح لشركة طيران ناس بوضع رمزها على عدد من الرحلات التي تديرها شركة الاتحاد للطيران والتي تنطلق من أبوظبي. وفي مايو 2016 وقعت شركة الطيران اتفاقية الرمز المشترك مع شركة طيران بيجاسوس التركية.
في فبراير 2020، انضم طيران ناس إلى الاتحاد الدولي للنقل الجوي (IATA) ، والذي يساهم "تعاون أكبر" مع شركات الطيران الأعضاء الأخرى وزيادة الاتصال من خلال اتفاقيات المشاركة بالرمز.

## الشركة

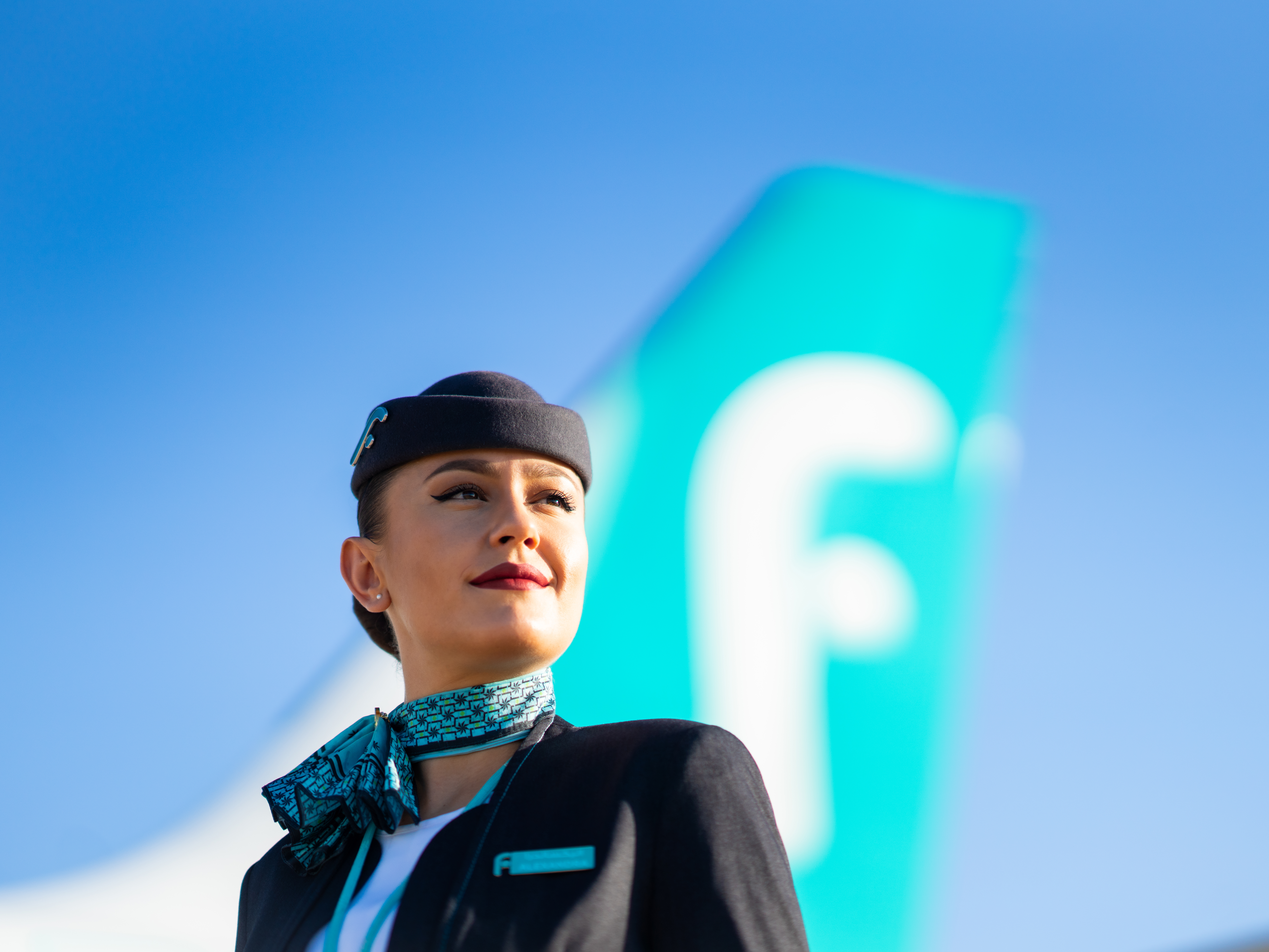
مضيفة طيران لطيران ناس، 2023.

طيران ناس هي شركة مساهمة مغلقة رئيسها التنفيذي والعضو المنتدب هو بندر المهنا، ورئيس مجلس الإدارة هو عايض الجعيد، ونائب الرئيس طلال الميمان، وأعضاء مجلس الإدارة هم حمزة الخولي، وسعد الموسى، وصالح الحناكي.

## الأسطول
يتكون اسطول طيران ناس على الطائرات التالية:
| طراز الطائرة       | في الخدمة | الطلبيات | عدد الركاب        | عدد الركاب      | عدد الركاب |
| طراز الطائرة       | في الخدمة | الطلبيات | درجة رجال الأعمال | الدرجة السياحية | المجموع    |
| ------------------ | --------- | -------- | ----------------- | --------------- | ---------- |
| إيرباص إيه 320 سيو | 13        | —        |                   |                 |            |
| إيرباص إيه 320 نيو | 43        | 110      | 8                 | 166             | 174        |
| إيرباص إيه 321 XLR | —         | 10       | يعلن لاحقا        | يعلن لاحقا      | يعلن لاحقا |
| إيرباص إيه 330     | 4         | —        | يعلن لاحقا        | يعلن لاحقا      | يعلن لاحقا |
| المجموع            | 60        | 120      |                   |                 |            |

- وقعت طيران ناس طلبية شراء 30 طائرة A320neo على هامش معرض باريس الدولي للطيران 2023 ضمن اتفاقية شراء 120 طائرة جديدة من شركة إيرباص من طرازي A320neo و A320neoXLR بقيمة 14 مليار ريال.[42][38][39]

- وفي 29 نوفمبر 2023 أعلن طيران ناس الناقل الجوي الوطني، و Eve Air Mobility،عن توقيع مذكرة تفاهم لاستكشاف مستقبل تشغيل الطائرات الكهربائية ذات الإقلاع والهبوط العمودي (eVTOL) في المملكة العربية السعودية، حيث سيبحث الطرفان إمكانية بدء عمليات الطائرات الكهربائية العمودية في الرياض وجدة بحلول العام 2026،تماشياً مع الأهداف الوطنية لتحييد انبعاثات الغازات المسببة للاحتباس الحراري بحلول عام 2060م.[43]
- في 25 يوليو 2024 أعلنت شركة "طيران ناس" توقيع اتفاق مع شركة "إيرباص" لشراء 160 طائرة جديدة، بواقع 30 طائرة عريضة البدن من طراز "A330neo" و130 طائرة من طرز مختلفة ذات الممر الواحد من عائلة "A320"، ليرتفع بذلك حجم طلبياتها من شراء الطائرات إلى 280 طائرة خلال 7 أعوام.[44]

## جوائز
- ضمن جوائز سكاي تراكس العالمية توج طيران ناس كرابع أفضل طيران في العالم والأول في الشرق الأوسط لعام 2023 للمرة السادسة على التوالي بعد الأعوام 2017، 2018، 2019، 2021، و2022.[45][46]
- أعلى تصنيف في تقييمAPEX بأربع نجوم من بين 600 شركة طيران حول العالم.[47][48]
- جائزة أفضل موظفي خدمة طيران بالشرق الأوسط لعام 2019 من منظمة سكاي تراكس.[49]
- جائزة الطيران الأكثر تطوراً بالشرق الأوسط لعام 2021 منظمة سكاي تراكس.[50][51]
- أفضل طيران اقتصادي في الشرق الأوسط لثمان سنوات متتالية من 2015 -2022 لعام 2022 وفق (جائزة السفر العالمي).[52]
- أول شركة طيران تدخل قائمة أفضل 10 شركات طيران اقتصادي بالعالم عام 2022 وفق تقييم سكاي تراكس.[53]

على مستوى المملكة العربية السعودية:
- أول شركة تطلق برنامج طياري المستقبل وتوطن وظيفة مساعد طيار بنسبة 100%.[54]
- أول شركة تشغل طراز ايرباص A320neo.[55]

## وصلات خارجية
- الموقع الرسمي لطيران ناس